# Wilhelm Jungermann
Wilhelm Jungermann (* 20. Juli 1829 in Schönstadt; † 2. Mai 1888 in Berlin) war Redakteur, Beamter und Mitglied des Konstituierenden Reichstags des Norddeutschen Bundes.

## Leben
Jungermann besuchte nach Abschluss des Gymnasiums die Universität Marburg, wo er Rechts- und Staatswissenschaften von 1839 bis 1852 studierte. 1860 wurde er zum Assessor am Stadtgericht zu Kassel ernannt. 1861 nahm er seinen Abschied aus dem Staatsdienst, um als Mitredakteur für die Frankfurter Zeit und Süddeutsche Zeitung zu arbeiten. 1863 wurde er in den kurhessischen Landtag gewählt, dem er bis 1866 angehörte. 1864 stellte er im Landtag den Antrag, den Kurfürsten abzusetzen. 1864 wurde Jungermann zum Bürgermeister der Stadt Bockenheim, allerdings ohne die Bestätigung der Regierung zu erlangen. 1865 trat er als Chefredakteur in die Redaktion des Frankfurter Journal ein, verließ diese Stellung infolge des Gesinnungswechsels dieses Blattes im Juni 1866 und trat sodann in den preußischen Staatsdienst ein, war 1866 in der Verwaltung des von Preußen annektierten Hessen, kurzzeitig Regierungsrat im Kanzleramt des Norddeutschen Bundes. Nach Wechsel vom Verwaltungsdienst in den juristischen Dienst war er Justizrat am Landgericht in Berlin.
1867 war er Mitglied des Konstituierenden Reichstags des Norddeutschen Bundes für den Reichstagswahlkreis Regierungsbezirk Kassel 5 (Marburg, Frankenberg) und die Nationalliberale Partei.